# Roy Kayara
Roy Kayara (* 2. Mai 1990 in Hienghène) ist ein neukaledonischer Fußballspieler.

## Karriere

### Verein
Anfang 2010 wechselte er von Hienghène Sport zur AS Magenta. Von diesem kehrte er im Folgejahr wieder zu Hienghène zurück. Ab der Saison 2013/14 spielte er in Neuseeland für Team Wellington. Nach einer Saison hier kehrte er aber erneut wieder nach Hienghène zurück. Im ersten Halbjahr 2015 spielte er nun auf Tahiti für die AS Pirae, nur um ein weiteres Mal wieder zurückzukommen. Sein letzter Abschnitt im Ausland war dann von Oktober 2017 bis August 2018 wieder einmal bei Team Wellington. Wo er mit seinem Team die OFC Champions League gewann und auch den ASB Charity Cup gewann. Zurück bei seinem Heimverein gewann er hier 2019 nun auch nochmal den Champions-League-Titel.

### Nationalmannschaft
Seinen ersten bekannten Einsatz im Dress der neukaledonischen A-Nationalmannschaft hatte er am 10. September 2008 beim Ozeanien-Finalspiel der Qualifikation für die Weltmeisterschaft 2010, wo er mit seinem Team 0:3 Neuseeland unterlag. Hier stand er in der Startelf und wurde zur zweiten Halbzeit für Luther Wahnyamalla ausgewechselt. Danach nahm er mit seinem Team noch an der 2008er Ausgabe des Coupe de l’Outre-Mer teil.
Vier Jahre später war er in der Qualifikation für die Fußball-Weltmeisterschaft 2014 im Einsatz. Dazwischen hatte er auch Einsätze beim Coupe de l’Outre-Mer 2012.
Nach weiteren drei Jahren ohne bekanntes Spiel, kam er nach einem Freundschaftsspiel nun bereits zum dritten Mal bei einer Qualifikation für eine Weltmeisterschaft zum Einsatz. Sein letzter Einsatz war am 21. März 2019.